# Белоглинка (Западно-Казахстанская область)
Белоглинка — бывшее село в Зеленовском районе Западно-Казахстанской области Казахстана. Упразднено в 2011 году.
Находилось на территории нынешнего Шалгайского сельского округа, на левом берегу реки Перемётная в 10 км к северо-востоку от села Шалгай, в 35 км к северу от села Перемётное и в 51 км к северо-западу от Уральска.
Сохранился пруд на реке вблизи бывшего села. Имеется подъездная дорога от тупиковой автодороги Шалгай — Таловая.

## Население
В 1999 году население села составляло 390 человек (188 мужчин и 202 женщины). По данным переписи 2009 года, в селе проживало 11 человек (6 мужчин и 5 женщин).

## История
До 1941 г. входило в состав Озинского района Саратовской области.